# Nybodadepån

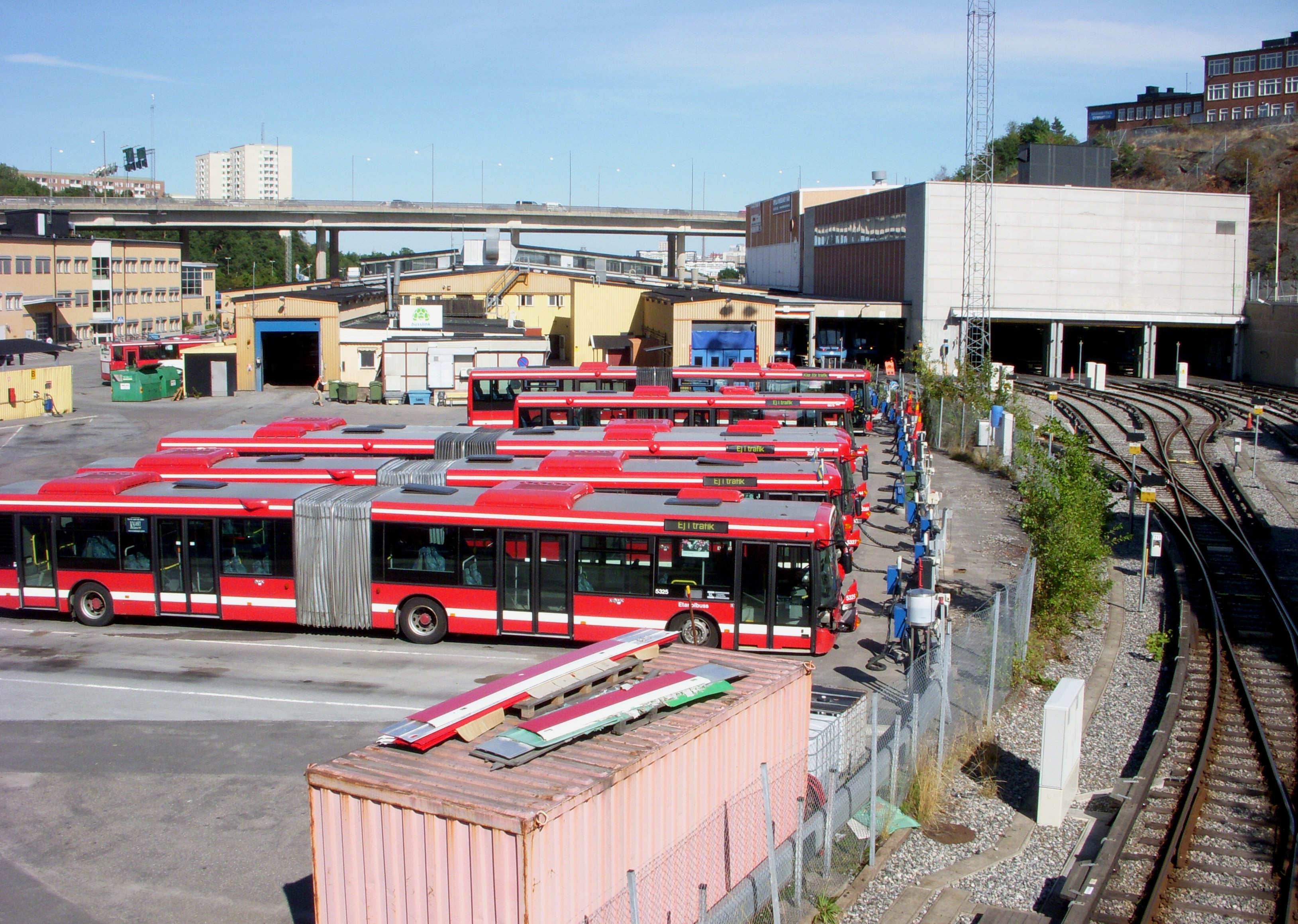
Nybodadepåns bussar, augusti 2010.

Nybodadepån är ett av Storstockholms Lokaltrafiks depåområden, beläget i stadsdelen Liljeholmen i Söderort inom Stockholms kommun. Inom anläggningen finns plats för uppställning och underhåll av såväl bussar som tunnelbanevagnar.

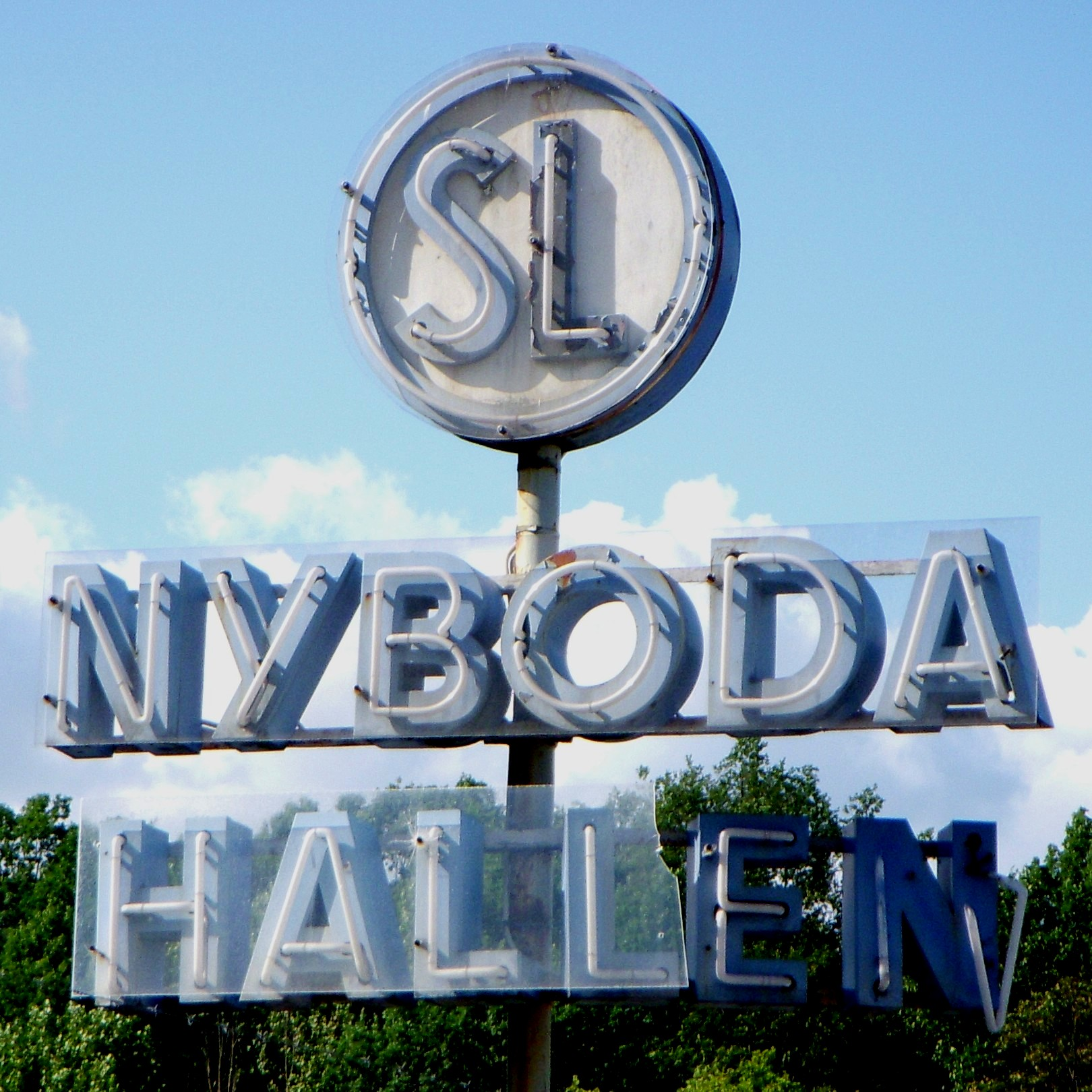
"Nybodahallen"

Anläggningen utbreder sig längs Hägerstensvägens södra sida och har en storlek av cirka 650 meters längd och 200 meters bredd. Över depån sträcker sig Hägerstensviadukten som ingår i Essingeleden. Hallen har plats för 270 vagnar (räknat på vagnar av äldre typ varav det går åtta stycken på tre vagnar av nyare typ), som trafikerar Röda linjen).
Anläggningen togs i bruk som hall för bussar och spårvagnar under namnet Brännkyrkahallen år 1945. Åren 1963-64 byggdes spårdelen av depån om för Stockholms tunnelbanas behov inför trafikstarten för t-bana 2, numera kallad Röda linjen. Den fick då också en ny beteckning, Nybodahallen.
I Nybodadepån underhålls i dag de vagnar som trafikerar den Röda linjen. Både tunnelbanevagnar av modellen C20 och modellen C30 finns i depån. Depån har anslutning till trafikspår dels till stationen Liljeholmen, dels via ett tredje spår mellan Liljeholmen och Aspudden.
Nybodadepån byggdes om i början av 2000-talet för att anpassas till den nya C20 (Vagn 2000), som trafikerar Röda linjen, i början främst på linje 14 mellan Mörby och Fruängen.
Storstockholms Lokaltrafik byggde en ny depå i Norsborg, för att kunna ta emot fler av de nyare vagnarna av modell C30. Dessa finns dock också i Nybodadepån.
Den från depån utgående busstrafiken körs fram till 18 januari 2025 på entreprenad åt SL av Keolis Sverige AB. Från och med 19 januari 2025 och 10 år framåt sköter Nobina trafiken från depån. 